# België op de Olympische Winterspelen 1948
Tijdens de Olympische Winterspelen van 1948 die in Sankt Moritz werden gehouden nam België voor de vijfde keer deel. 
België werd op deze editie vertegenwoordigd door 11 sporters in het alpineskiën, bobsleeën, kunstrijden en  schaatsen.
De Belgische equipe behaalde de eerste gouden en de eerste zilveren medaille op de Winterspelen voor België. België eindigde hierdoor op de negende plaats in het medailleklassement.
Het kunstschaatspaar Micheline Lannoy en Pierre Baugniet veroverden de gouden medaille, de viermansbob won de zilveren medaille.
De Bobsleeër Max Houben was de eerste Belg die voor de vierde keer deel nam aan de Winterspelen, eerder nam hij deel in 1928, 1932 en 1936, het was zijn vijfde Olympisch evenement na de Zomerspelen van 1920 waar hij in de atletiek uitkwam.
Kunstrijdster Micheline Lannoy was de enige vrouw die voor België aan de Winterspelen deelnam, de zesde vrouw tot dan toe, de vijf kunstrijdsters Géraldine Herbos (1920, 1924), Josy van Leberghe (1928), Yvonne de Ligne (1932, 1936) en Liselotte Landbeck, Louise Contamine (beide 1936) waren haar voorgegaan.

## Medailles
| Sport          | Olympiër                                                      | Discipline         | Medaille |
| -------------- | ------------------------------------------------------------- | ------------------ | -------- |
| Kunstschaatsen | Micheline Lannoy Pierre Baugniet                              | Paren              | Goud     |
| Bobsleeën      | Max Houben Freddy Mansvelt Jacques Mouvet Louis-Georges Niels | 4-mansbob België I | Zilver   |

## Deelnemers & Resultaten

### Alpineskiën
| Olympiër (deelname)  | Discipline | Resultaat | Prestatie    |
| -------------------- | ---------- | --------- | ------------ |
| Michel Feron (1)     | afdaling   | 50e       | 3.34,3       |
| Michel Feron (1)     | combinatie | 42e       | 46,52 punten |
| Philippe d'Ursel (1) | afdaling   | 70e       | 3.51,0       |
| Philippe d'Ursel (1) | combinatie | 39e       | 45,15 punten |

### Bobsleeën
| Olympiër (deelname)                                               | Discipline          | Resultaat | Prestatie                                                               |
| ----------------------------------------------------------------- | ------------------- | --------- | ----------------------------------------------------------------------- |
| Max Houben (5) Jacques Mouvet (1)                                 | 2-mansbob België I  | 4e        | run 1: 1.24,4 run 2: 1.24,4 run 3: 1.24,5 run 4: 1.24,2 totaal: 5.37,50 |
| Marcel Leclef (1) Louis-Georges Niels (1)                         | 2-mansbob België II | 10e       | run 1: 1.24,4 run 2: 1.24,4 run 3: 1.24,5 run 4: 1.24,4 totaal: 5.39,80 |
| Max Houben Jacques Mouvet Louis-Georges Niels Freddy Mansvelt (1) | 4-mansbob, België I | Zilver    | run 1: 1.17,3 run 2: 1.20,9 run 3: 1.22,0 run 4: 1.21,1 totaal: 5.21,3  |

### Kunstrijden
| Olympiër (deelname)                      | Discipline | Resultaat | Prestatie                      |
| ---------------------------------------- | ---------- | --------- | ------------------------------ |
| Fernand Leemans (1)                      | mannen     | 11e       | pc. 104 totaal: 157,822 punten |
| Micheline Lannoy (1) Pierre Baugniet (1) | paren      | Goud      | pc. 17,5 totaal: 11.227 punten |

### Schaatsen
| Olympiër (deelname)    | Discipline | Resultaat | Prestatie         |
| ---------------------- | ---------- | --------- | ----------------- |
| Pierre Huylebroeck (1) | 500 m      | 40e       | 48,3 (+ 5,2)      |
| Pierre Huylebroeck (1) | 1500 m     | 45e       | 2.40,2 (+22,6)    |
| Pierre Huylebroeck (1) | 5000 m     | 30e       | 9.20,3 (+50,9)    |
| Pierre Huylebroeck (1) | 10000 m    | 12e       | 19.54,8 (+2.28,5) |

Argentinië · België · Bulgarije · Canada · Chili · Denemarken · Finland · Frankrijk · Griekenland · Groot-Brittannië · Hongarije · IJsland · Italië · Joegoslavië · Libanon · Liechtenstein · Nederland · Noorwegen · Oostenrijk · Polen · Roemenië · Spanje · Tsjecho-Slowakije · Turkije · Verenigde Staten · Zuid-Korea · Zweden · Zwitserland